# Grand-Hallet
Pour les articles homonymes, voir Hallet.
Grand-Hallet (en wallon Grand-Halet) est une section de la ville belge d'Hannut, située en Région wallonne dans la province de Liège. C'était une commune à part entière avant la fusion des communes de 1977.
Le 2 juillet 1964, elle fusionne avec Petit-Hallet et Wansin.

## Démographie

### Démographie: Avant la fusion des communes
- Source: DGS recensements population

### Démographie: Commune fusionnée
En tenant compte des anciennes communes entraînées dans la fusion de communes de 1965, on peut dresser l'évolution suivante:
Les chiffres des années 1831 à 1970 tiennent compte des chiffres des anciennes communes fusionnées.
- Source: DGS , de 1831 à 1981=recensements population; à partir de 1990 = nombre d'habitants chaque 1 janvier

## Patrimoine et culture

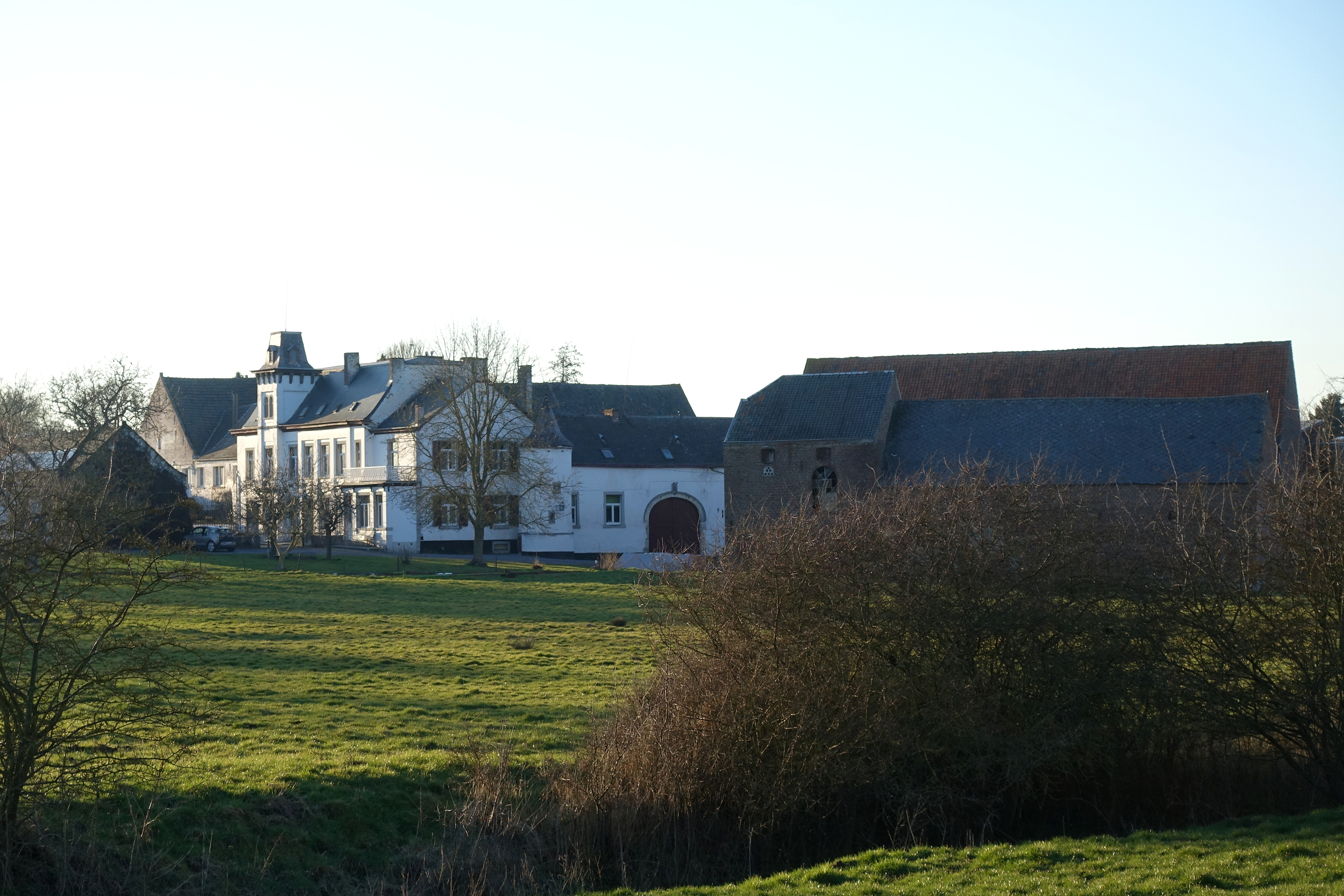
Ancienne ferme Favart.

### Culture

#### Musée
À Grand Hallet se trouve le Musée de la boîte en fer-blanc lithographiée (nl), musée privé abritant la collection de quelque 60 000 boîtes en fer-blanc rassemblée par la boxoferrophile Yvette Dardenne.